# استی گس
استی گس (انگلیسی: Eesti Gaas) شرکت گاز استونیایی است، که در سال ۱۹۴۸ تأسیس شد.